# Massimo d'Azeglio
Massimo d'Azeglio či Massimo Taparelli, markýz d'Azeglio ([ˈmassimo tapaˈrɛlli dadˈdzɛʎʎo], 24. října 1798, Turín – 15. ledna 1866, Turín) byl italský spisovatel, liberální politik a malíř. Král Viktor Emanuel II. ho jmenoval v roce 1849 premiérem Sardinského království, na této pozici d'Azeglio zůstal do roku 1852. Prosazoval sjednocení Itálie a liberální reformy.

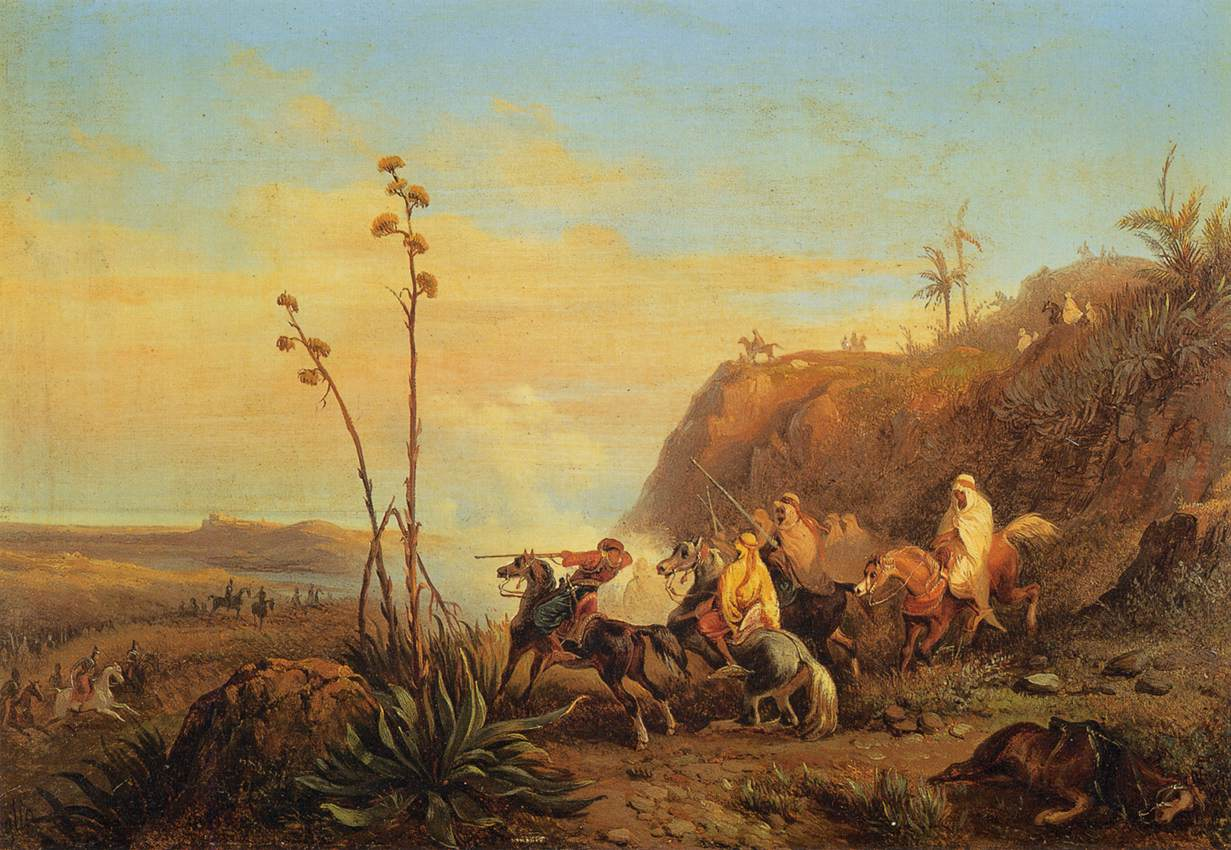
Massimo d'Azeglio: Arabové na koních

Ve svých historických prózách byl následníkem Alessandra Manzoniho, jehož dceru si vzal za manželku. Jako malíř byl ovlivněn romantismem, maloval historické a žánrové scény i krajiny.